# María de Jesús Patricio Martínez
María de Jesús Patricio Martínez (Tuxpan, Jalisco, México, 23 de diciembre de 1963) también conocida como Marichuy es una médica tradicional y defensora de los derechos humanos mexicana de origen nahua. Fue elegida por el Congreso Nacional Indígena como vocera representante indígena para las Elecciones federales de 2018, por lo cual buscó su registro ante el Instituto Nacional Electoral como candidata independiente a la presidencia de la república en dicha contienda.

## Trayectoria
Nació en la comunidad nahua de Tuxpan, Jalisco, el 23 de diciembre de 1963. En su niñez estudió la primaria, y cuando era mayor, la secundaria y el bachillerato. Desde pequeña observó cómo las mujeres mayores de su comunidad, entre ellas sus tías y su abuela curaban a los enfermos de susto, espanto, aduendado, bilis, debilidad, o de la canícula. En 1987 su madre perdió la movilidad de su cintura para abajo, y después de tres años de tratamiento con médicos especialistas sin ver mejoría, decidió pedir asesoría a los curanderos de su comunidad y ella misma comenzó a tratar a su madre. Después de tres meses de curaciones, su madre volvió a caminar. Con esta experiencia María de Jesús decidió seguir aprendiendo medicina tradicional.
En 1994 después del levantamiento del Ejército Zapatista de Liberación Nacional la comunidad de Tuxpan fue invitada a participar en un foro nacional indígena, convocado por el movimiento zapatista, que se realizó en San Cristóbal de Las Casas y María de Jesús fue elegida como representante de su comunidad.
Gracias a su compromiso en el combate al machismo y la reconstitución de las comunidades, así como su asistencia a las reuniones, María de Jesús tuvo la oportunidad de que el día 29 de marzo de 2001, como parte de la Marcha del color de la tierra, hablar en nombre de las mujeres indígenas de México ante el Congreso de la Unión, "para dejar en claro que el proceso de reconstitución integral de los pueblos indígenas del país es una tarea que incumbe tanto al hombre como a la mujer, en una misma lucha por lograr nuestra plena liberación".
En 1995 se instaló en Tuxpan la Casa de Salud Calli tecolhuacateca tochan en la que Marichuy comenzó a colaborar con sus conocimientos de medicina tradicional y herbolaria. Por su trabajo en medicina tradicional y recuperación de la herbolaria en la Casa de Salud de Tuxpan, en mayo de 2015, le fue otorgado el premio al Mérito Tuxpanense  por parte del ayuntamiento de ese municipio.
El 7 de octubre de 2017, Marichuy presentó su registro como candidata ante el Instituto Nacional Electoral para contender en las Elecciones federales en México de 2018.

## Consejo Indígena de Gobierno

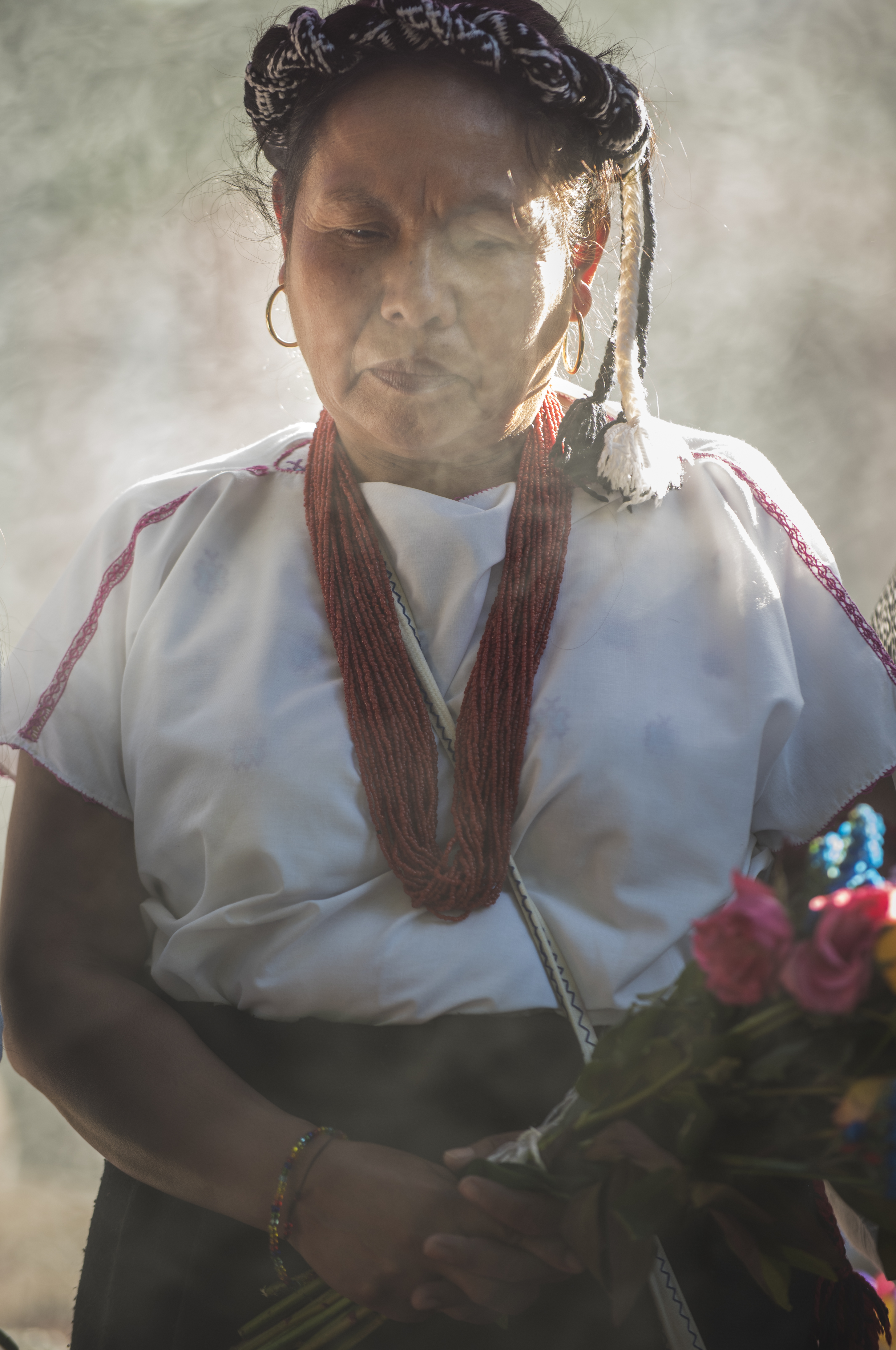
María de Jesús Patricio Martínez vocera del Concejo Indígena de Gobierno.

El 28 de mayo de 2017 en un congreso realizado en el Centro Indígena de Capacitación Integral Fray Bartolomé de Las Casas AC-Universidad de la Tierra Chiapas, en San Cristóbal de Las Casas, Chiapas, Marichuy fue designada por parte del Congreso Nacional Indígena como vocera representante indígena a candidatura independiente para las Elecciones federales en México de 2018. En el encuentro participaron 840 delegados y delegadas provenientes de 60 pueblos indígenas de México, los cuales resolvieron elegir a Marichuy como vocera de los pueblos indígenas de México ante el proceso de elección presidencial de 2018.
El Concejo Indígena de Gobierno (CIG) es la parte medular de la propuesta que el CNI ha lanzado al país y a los pueblos indígenas. La agrupación ha dicho que su iniciativa es un llamado a la organización nacional desde de abajo y a la izquierda para gobernar México, desde la otra política, la de los pueblos, la de la asamblea, la de la participación de todas y todos.  El CIG ha manifestado que lo anterior, es la forma en que los pueblos se organizan para tomar las decisiones sobre los asuntos y problemas que competen a todas y todos, desde la horizontalidad, desde el análisis y la toma de decisiones colectiva.
El CIG se rige por los 7 principios del CNI: Servir y no servirse, construir y no destruir, obedecer y no mandar, proponer y no imponer, convencer y no vencer, bajar y no subir, representar y no suplantar.
El CIG está integrado por concejales,  una mujer y un hombre de cada lengua de las diferentes regiones en donde se encuentran los pueblos, tribus y naciones que conforman el CNI. Concejales que fueron elegidos por usos y costumbres en sus asambleas y/o espacios de decisión, que asumen el compromiso de participar activamente en este espacio para llevar a sus asambleas las propuestas y acciones que emanen del CIG.

## Ideales políticos

#### Lucha anticapitalista
Entre las principales ideas que la primera candidata mujer indígena a la presidencia de la República en la historia de México ha planteado, se destaca en comparación a otros candidatos a la presidencia, su marcada postura anticapitalista.
Marichuy declaró al iniciar su campaña en los Caracoles zapatistas: “Tenemos que unirnos, tenemos esa tarea grande, quitar este sistema capitalista que está acabando con nuestra comunidades, que está acabando con nuestros pueblos, que nos están despojando de lo que es nuestro, de que estén contaminando todas esas aguas, estén cortando todos esos bosques, por eso es necesario unir y, juntos, poder acabar este sistema capitalista que no solamente va a acabar con nuestras comunidades y pueblos, sino que va a acabar con toda la vida del ser humano y que está en las comunidades indígenas y está también en las grandes ciudades”.
A lo anterior se suman las ideas sobre el fortalecimiento y la unidad de los pueblos y comunidades indígenas del CNI, quienes se consideran a sí mismos como protectores de los bienes comunales. "Se trata, en definitiva, de la defensa de un modo de vivir y de ser, de relacionarse con la madre tierra, amenazada por los proyectos mineros e hidrocarburíficos; por las grandes corporaciones de la energía en sus modalidades hidráulica, eólica y solar; por la privatización del agua y por nuevas obras de infraestructura en las llamadas zonas económicas especiales (ZEE), que, con epicentro en el istmo de Tehuantepec, abrirán una nueva fase de acumulación por desposesión o despojo neocolonial sobre territorios donde sobreviven formas de propiedad comunal y ejidal de la tierra."

#### Lucha por la dignidad indígena
Aunque uno de los postulados más reconocibles de María de Jesús al igual que del Concejo Indígena de Gobierno se centra en lo que los especialistas han llamado las luchas por el reconocimiento y la dignidad de los pueblos indios, la vocera ha declarado varias veces que su lucha es para unir fuerzas tanto con los trabajadores del campo como de la ciudad, y no solamente por los pueblos indígenas, sino por todos los que se sientan agraviados por el sistema neoliberal, ha declarado Marichuy.

## Aspirante independiente a la candidatura presidencial

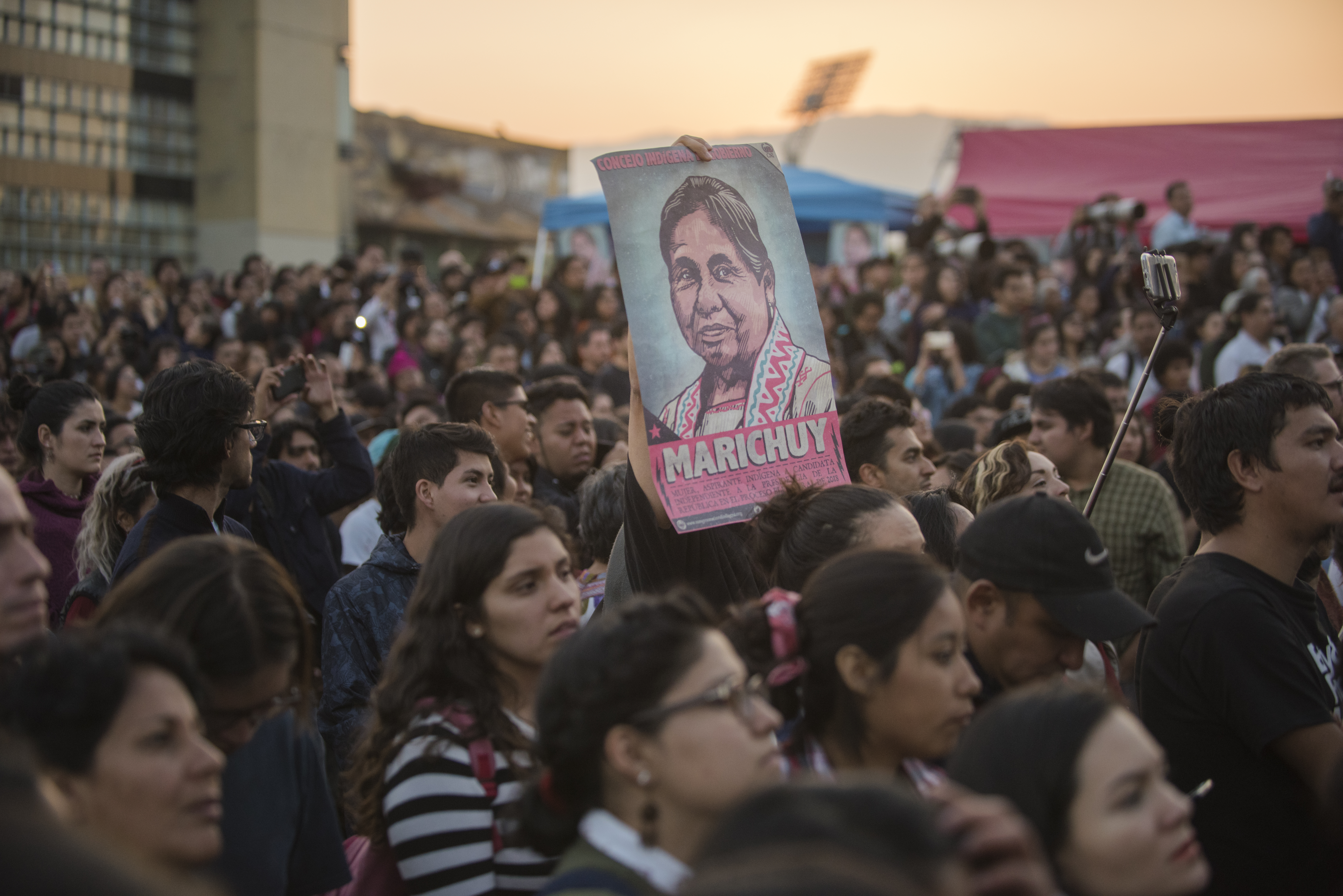
Mitin de "Marichuy" en Ciudad Universitaria el 28 de noviembre de 2017.

El 7 de octubre de 2017, Marichuy presentó su registro como candidata ante el Instituto Nacional Electoral para contender en las Elecciones federales en México de 2018.
Tras declarar que no aceptaría ningún peso para el financiamiento de su campaña de parte del INE. La campaña de la vocera del Concejo Indígena de Gobierno (CIG) inició durante octubre del 2017, haciendo un recorrido por los cinco Caracoles en el territorio de las bases de apoyo del EZLN. María de Jesús Patricio Martínez llamó a unificar las luchas de todos los pueblos indígenas del país y frenar a quienes han provocado división y enfrentamiento entre ellos mismos.
Su primer acto en Guadalupe Tepeyac, fue el 14 de octubre de 2017, y el segundo en el Caracol de Morelia al día siguiente. Donde Marichuy llamó a la concurrencia a «unir fuerzas para sacar a los grandes capitalistas que por años los han venido despojando de sus tierras».
La candidata impulsada por el Congreso Nacional Indígena (CNI) y el EZLN fue recibida el 16 de octubre de 2017 por miles de hombres y mujeres encapuchados en el Caracol de La Garrucha, ubicado en el municipio autónomo zapatista de Francisco Gómez. La mayor parte de ellos milicianos del grupo armado, quienes custodiaron siempre a la indígena nahua jalisciense.
El 28 de noviembre de 2017, Marichuy se presentó en la Ciudad Universitaria de la Universidad Nacional Autónoma de México (UNAM) en la Ciudad de México. El mitin se concentró a un costado de la Biblioteca Central. Antes del evento y por medio de redes sociales, Rubén Albarrán, integrante de Café Tacvba y varios cantantes de rock, llamaron a asistir al acto político, el cual aseguraron «no es una iniciativa electoral, sino una propuesta política de organización y lucha».
Posteriormente en 2018, la aspirante para una candidatura independiente a la presidencia de México participó en el Encuentro del campo y la ciudad que tuvo lugar en el Sindicato Mexicano de Electricistas la mañana del 24 de enero. Se contó con la presencia del sociólogo y exrector de la UNAM Pablo González Casanova. El mismo día por la tarde, realizó un mitin frente al Hemiciclo a Juárez en el Centro Histórico de La Ciudad de México. Delante de los simpatizantes que se congregaron a pesar de la fuerte lluvia, la vocera dio su discurso en la recta final para reunir las 866 593 firmas solicitadas por el Instituto Nacional Electoral, de las cuales logró recolectar 267 953 firmas válidas.
Durante el discurso que enunció desde un templete, acompañada de algunos concejales del CIG y varios activistas de diversos movimientos sociales, sostuvo que la sociedad debe organizarse si desea transformar al país. Por ello, exhortó a hacer redes de apoyo, pues dijo que el cambio vendrá solo desde abajo y no con apoyo de campañas políticas. Puntualizó que la propuesta del Concejo Nacional Indígena no la miden las autoridades electorales: «Se equivocan quienes piensan que nuestra propuesta depende de tener o no, firmas, votos o puestos. Son miles y miles de mexicanos y mexicanas que están dando su firma para apoyar esta causa y sabemos que detrás de estas miles de compañeras y compañeros están familias enteras que dicen que esto no puede seguir así», aseveró.

## Obra
- Hierberos, remedios y curanderos: herencia de la medicina tradicional.[22]